# Driftgeschwindigkeit
Die Driftgeschwindigkeit {\displaystyle {\vec {v}}^{*}} ist die durchschnittliche Geschwindigkeit bewegter Ladungsträger aufgrund eines äußeren Feldes. 
In elektrisch leitfähigen Medien ist die Driftgeschwindigkeit die Geschwindigkeit, die auf die Wirkung elektrischer Felder (gekennzeichnet durch ihre Feldstärke {\displaystyle E}) zurückzuführen ist. Solche Medien können z. B. metallische Leiter, Halbleiter, Lösungen von Elektrolyten oder auch Plasmen sein.
Die Beweglichkeit {\displaystyle \mu } ist der Proportionalitätsfaktor zwischen dem anliegenden elektrischen Feld {\displaystyle E} und der Driftgeschwindigkeit:
{\displaystyle {\vec {v}}^{*}=\mu \cdot {\vec {E}}}
Z. B. in Suspensionen ist die Driftgeschwindigkeit diejenige (gemittelte) Geschwindigkeit, die ein Teilchen beim Anlegen einer äußeren Kraft erreicht. Dann ist die Driftgeschwindigkeit gegeben durch
{\displaystyle {\vec {v}}^{*}=\mu \cdot {\vec {F}}}.
Je nach Vorzeichen der driftenden Teilchen (z. B. Elektronen) oder Quasiteilchen (z. B. Löcher) wird die Driftgeschwindigkeit interpretiert als mittlere Geschwindigkeit in bzw. gegen die Feldrichtung.

## Elektronen in metallischen Leitern
In einem metallischen Leiter bewegen sich Leitungselektronen ohne Einwirkung von außen mit Geschwindigkeiten von ca. 106 m/s (siehe Fermi-Verteilung). Diese Bewegung ist eine ungerichtete thermische Bewegung, die im Mittel keinen Strom bewirkt. Wirkt auf diese Leitungselektronen jedoch ein elektrisches Feld, hervorgerufen beispielsweise durch eine von außen angelegte Spannung, so werden die thermischen Bewegungen durch die Driftgeschwindigkeit überlagert. Diese liegt meist im Bereich von 10−4 m/s = 0,1 mm/s und ist damit vergleichsweise klein. Entlang des Kristalls kommt es zu Wechselwirkungen der Elektronen mit Phononen und Störungen im Gitter, wodurch ein Teil der Energie der Elektronen in Form von joulescher Wärme an das Gitter abgegeben wird.
Je stärker das angelegte elektrische Feld, desto höher die Driftgeschwindigkeit. Die mittlere Driftgeschwindigkeit ist jedoch limitiert. Ist dieses Limit erreicht, so ist eine Erhöhung der Stromstärke nur noch durch eine Erhöhung der Querschnittsfläche erreichbar. Wird bei gleichem Querschnitt, also gleicher Anzahl der verfügbaren Leitungselektronen, die Stromdichte erhöht, so werden immer größere Teile der eingesetzten Energie durch „Zusammenstöße“ auf atomarer Ebene zu thermischer Energie in Form von Gitterschwingungen umgewandelt – bis sich der Leiter verflüssigt bzw. zerstört wird. Dieses Prinzip wird z. B. bei Schmelzsicherungen eingesetzt.
Zur Beschreibung der Elektronenbewegung durch den Kristall kann man die mittlere Driftgeschwindigkeit {\displaystyle v^{*}=\mu \cdot E} heranziehen. Die Beweglichkeit {\displaystyle \mu } ist in Metallen abhängig von der Reinheit des Kristalls, vor allem aber von der Anregung von Gitterschwingungen durch thermische Energie (Temperatur).
Wechselstrom (der eine zeitlich oszillierende elektrische Feldstärke aufweist) erzeugt im zeitlichen Mittelwert keinen Ladungstransport, da die Elektronen, dem elektrischen Feld folgend, an Ort und Stelle hin und her schwingen.

## Elektronen in Gasen
Die Driftgeschwindigkeit von Elektronen in ionisierten Gasen (Plasmen) lässt sich zum Beispiel mit Driftkammern messen (VDC, engl. velocity drift chamber).

## Elektrophorese
Geladene kolloidale Teilchen wie Proteine oder Nukleinsäuren wandern bei der Elektrophorese mit der Driftgeschwindigkeit.